# Museum für Kleinstwagen der Nachkriegszeit
Das Museum für Kleinstwagen der Nachkriegszeit war ein Automuseum im Kreis Soest in Nordrhein-Westfalen.

## Geschichte
Felix Berger eröffnete 1976 das Museum im Ortsteil Belecke der Stadt Warstein. Er präsentierte Automobile und Antiquitäten. Nach seinem Tod 1979 schloss seine Witwe das Museum, behielt die Fahrzeuge aber größtenteils.
Im Oktober 2004 wurde Bruce Weiner auf die Sammlung aufmerksam und erwarb die 21 verbliebenen Fahrzeuge. Anschließend präsentierte er sie in seinem Bruce Weiner Microcar Museum in Madison, Georgia, Vereinigte Staaten. Eine andere Quelle datiert den Kauf auf 2005.

## Ausstellungsgegenstände
Ausgestellt waren mindestens 21 Klein- und Kleinstwagen. Auf Fotos sind Maico, Goggomobil Coupé, BMW Isetta, Fuldamobil, BMW 600, Zündapp Janus, Autobianchi Bianchina, Gutbrod Superior, Lloyd, NSU Wankel Spider, BMW 700, Heinkel Kabine, Vespa 400, Messerschmitt Kabinenroller, Kleinschnittger F 125 und Victoria Spatz zu erkennen. Darunter war ein Lloyd 300 von 1951, der von 1970 bis 1975 dem Journalisten und Fachbuchautor Erik Eckermann gehörte, ab Dezember 1975 in der Oldtimer-Gasse in Hamburg ausgestellt war und ab Oktober 1976 im Museum in Belecke stand.
Außerdem werden ein Adler von 1919, Spezialfahrzeuge der 1940er Jahre, Jeeps, Feuerwehrfahrzeuge und Feuerwehrhelme genannt.